# North Coast-Haida Gwaii (circonscription britanno-colombienne)
Pour les articles homonymes, voir North Coast.
Circonscription électorale provinciale du Canada
North Coast-Haida Gwaii (North Coast jusqu'en 2024) est une circonscription provinciale de la Colombie-Britannique représentée à l'Assemblée législative de la Colombie-Britannique depuis 1991.

## Géographie
En 2020, la circonscription représente une partie une partie du territoire des districts régionaux de North Coast, Central Coast dans le nord-ouest de la province. Le territoire inclus la ville de Prince Rupert, ainsi que les communautés de Masset, Port Edward (en), Hartley Bay, Klemtu, Bella Coola, Bella Bella, Hagensborg, Stuie (en), Sandspit, Skidegate, Port Clements (en) et Old Massett (en). La circonscription représente les îles Haïda Gwaïi.

## Liste des députés
| Législature                                                                    | Années                                                                         | Député                                                                         | Député                                                                         | Parti                                                                          |
| North Coast Circonscription issue de Prince Rupert, Atlin, Skeena et Mackenzie | North Coast Circonscription issue de Prince Rupert, Atlin, Skeena et Mackenzie | North Coast Circonscription issue de Prince Rupert, Atlin, Skeena et Mackenzie | North Coast Circonscription issue de Prince Rupert, Atlin, Skeena et Mackenzie | North Coast Circonscription issue de Prince Rupert, Atlin, Skeena et Mackenzie |
| ------------------------------------------------------------------------------ | ------------------------------------------------------------------------------ | ------------------------------------------------------------------------------ | ------------------------------------------------------------------------------ | ------------------------------------------------------------------------------ |
| 35e                                                                            | 1991–1996                                                                      |                                                                                | A. Dan Miller                                                                  | Néo-démocrate                                                                  |
| 36e                                                                            | 1996–2001                                                                      |                                                                                | A. Dan Miller                                                                  | Néo-démocrate                                                                  |
| 37e                                                                            | 2001-2005                                                                      |                                                                                | Bill Belsey                                                                    | Libéral                                                                        |
| 38e                                                                            | 2005–2009                                                                      |                                                                                | Gary Coons                                                                     | Néo-démocrate                                                                  |
| 39e                                                                            | 2009–2013                                                                      |                                                                                | Gary Coons                                                                     | Néo-démocrate                                                                  |
| 40e                                                                            | 2013–2017                                                                      |                                                                                | Jennifer Rice                                                                  | Néo-démocrate                                                                  |
| 41e                                                                            | 2017–2020                                                                      |                                                                                | Jennifer Rice                                                                  | Néo-démocrate                                                                  |
| 42e                                                                            | 2020–2024                                                                      |                                                                                | Jennifer Rice                                                                  | Néo-démocrate                                                                  |
| North Coast-Haida Gwaii                                                        |                                                                                |                                                                                |                                                                                |                                                                                |
| 42e                                                                            | 2024–en cours                                                                  |                                                                                | Tamara Davidson                                                                | Néo-démocrate                                                                  |